# Ding Dong Merrily on High
 (février 2024).
Si vous disposez d'ouvrages ou d'articles de référence ou si vous connaissez des sites web de qualité traitant du thème abordé ici, merci de compléter l'article en donnant les références utiles à sa vérifiabilité et en les liant à la section « Notes et références ».
Ding Dong Merrily on High  est un chant de Noël. 

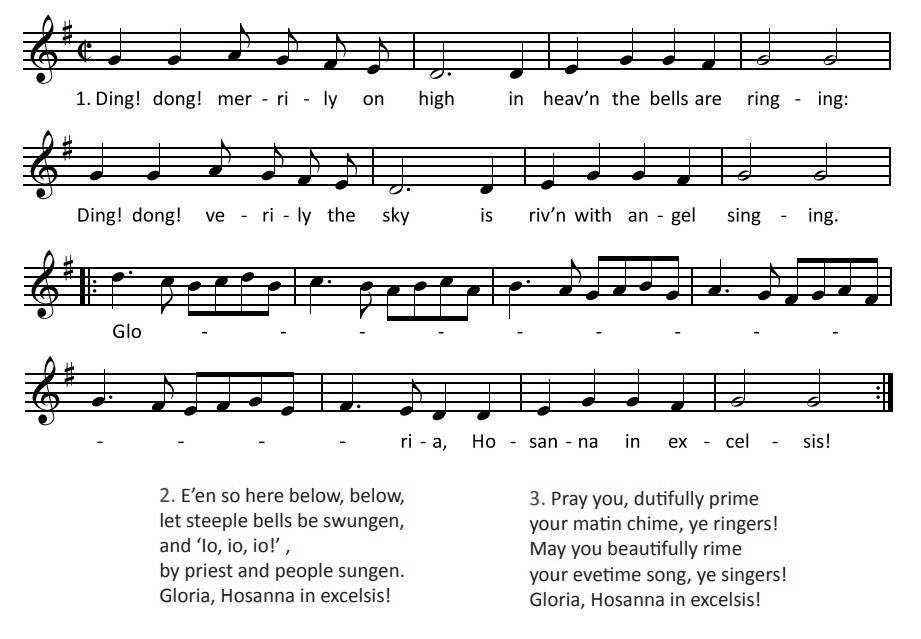
Partition de Ding Dong Merrily on High.

L'air apparait pour la première fois comme un air de danse profane connu sous le titre Branle de l'Official , dans Orchésographie, un livre de danse écrit par le clerc, compositeur et écrivain français Jehan Tabourot (1519-1593). Les paroles sont du compositeur anglais George Ratcliffe Woodward (1848–1934), et le chant est publié pour la première fois en 1924 dans son The Cambridge Carol-Book: Being Fifty-two Songs for Christmas, Easter, And Other Seasons. Woodward s'intéresse aux sonneries des cloches d'église, ce qui l'aide sans doute à l'écrire. Woodward est l'auteur de plusieurs livres de chants de Noël, dont Songs of Syon et The Cowley Carol Book. Le style macaronique est caractéristique du plaisir de Woodward pour la poésie archaïque. Charles Wood harmonise l'air lorsqu'il est publié avec le texte de Woodward dans The Cambridge Carol Book. 
Plus récemment, Sir David Willcocks en a fait un arrangement pour le deuxième livre de Carols for Choirs.
La chanson est particulièrement notée pour le refrain latin :

« Gloria, Hosanna in excelsis!
Glory! Hosanna in the highest! »

où le son de la voyelle chantée « o » de « Gloria » est soutenu de manière fluide par une longue séquence mélismatique ascendante et descendante, étendant le mot à un long lyrique de 33 syllabes.

## Adaptation
En 2006, le groupe folk rock Blackmore's Night adapte la chanson sur son album de chants de Noël Winter Carols.